# Drwęcz
Drwęcz – wieś sołecka w Polsce położona w województwie mazowieckim, w powiecie ostrołęckim, w gminie Rzekuń.
Dawniej dwie wsie: Drwęcz Dworski i Drwęcz Włościański.
Wierni Kościoła rzymskokatolickiego należą do parafii Najświętszego Serca Pana Jezusa w Rzekuniu.

## Historia
W latach 1921–1939 wsie leżały w województwie białostockim, w powiecie łomżyńskim, w gminie Rzekuń.
Według Powszechnego Spisu Ludności z 1921 roku wieś:
- Drwęcz Dworski – zamieszkiwało 104 osoby w 18 budynków mieszkalnych
- Drwęcz Włościański –. zamieszkiwało 113 osób w 17 budynków mieszkalnych[8]

Miejscowości należała do parafii rzymskokatolickiej w m. Rzekuń. Podlegała pod Sąd Grodzki w Ostrołęce i Okręgowy w Łomży; właściwy urząd pocztowy mieścił się w Rzekuniach.
W wyniku napaści ZSRR na Polskę we wrześniu 1939 miejscowość znalazła się pod okupacją sowiecką. Od czerwca 1941 roku pod okupacją niemiecką. Od 22 lipca 1941 do 1945 włączona w skład Landkreis Scharfenwiese Regierungsbezirk Zichenau (rejencji ciechanowskiej) III Rzeszy. W latach 1975–1998 miejscowość administracyjnie należała do województwa ostrołęckiego.